# レオ・ペン
レオ・ペン（Leo Penn, 1921年8月27日 - 1998年9月5日）は、アメリカ合衆国の俳優、映画監督。

## 来歴
1921年、マサチューセッツ州・ローレンスに生まれる。ロシアから渡ってきたユダヤ系の家系だった。第二次世界大戦時にはアメリカ空軍へ従軍し、B-24の爆撃班としてイギリスに駐留した。俳優としては、1946年に『我等の生涯の最良の年』で映画デビュー。同作は自身も出兵した第二次世界大戦から復員した兵士が、終戦後に市民生活に復帰するも、様々な苦悩に直面する社会問題を描いた作品だった。その後、1950年代から60年代後半にかけてコンスタントに映画やテレビドラマなどの作品へ出演し、役者としての地位を確立した。
俳優のみならず、映画監督やディレクターなどの才能も開花させ、エフレム・ジンバリスト・ジュニア主演のテレビドラマシリーズ『サンセット77』内のワンエピソード『ボーナス・ベイビー』の回で監督デビュー。その後も『スター・トレック』や『宇宙家族ロビンソン』など様々なテレビドラマシリーズの監督を務める。ピーター・フォーク主演の人気ドラマ『刑事コロンボ』へも監督として2エピソード参加した。役者と監督の両方で成功し、晩年まで精力的に活動を続けている。

### 私生活
二度の結婚歴があり、1958年に女優として活動していたアイリーン・ライアンと二度目の結婚。二人の間の息子たちはそれぞれ俳優のショーン・ペン、クリス・ペンとミュージシャンのマイケル・ペンとして知られている。

### 死去
1998年、肺がんのためカリフォルニア州・サンタモニカで死去。77歳だった。

## 出演作品

### 映画
- 我等の生涯の最良の年 The Best Years of Our Lives (1946)
- Fall Guy (1947)
- 秘密調査員 The Undercover Man (1949)
- Not Wanted (1949)
- The Story on Page One (1959)
- 終身犯 Birdman of Alcatraz (1962)
- Sixth and Main (1977)
- ワイルド・ライフ The Wild Life (1984)
- クロッシング・ガード The Crossing Guard (1995)

### テレビドラマ
- Oboler Comedy Theatre (1949)
- ビッグ・タウン Big Town (1951)
- Boston Blackie (1953)
- Janet Dean, Registered Nurse (1954)
- スタジオ・ワン Studio One (1955, 1957)
- Crossroads (1956)
- クラフト・テレビジョン・シアター Kraft Television Theatre (1958)
- New York Confidential (1958)
- 世にも不思議な物語 Alcoa Presents: One Step Beyond (1959)
- アンタッチャブル The Untouchables (1960)
- アクアナット（海に挑む男） The Aquanauts (1961)
- アイランダース The Islanders (1961)
- Harrigan and Son (1961)
- The Detectives (1961)
- ベン・ケーシー Ben Casey (1962, 1963)
- アイ・スパイ I Spy (1967)
- 世にも不思議なアメージング・ストーリー Amazing Stories (1986)
- マトロック Matlock (1989, 1993)
- Dr.マーク・スローン Diagnosis Murder (1995)

## 監督作品

### 映画
- アダムのブルース／天才トランペッターの愛と挫折 A Man Called Adam (1966)
- Murder in Music City (1979) ※テレビ映画
- The Thirteenth Day: The Story of Esther (1979) ※テレビ映画
- ジャッジメント・イン・ベルリン Judgment in Berlin (1988)

### テレビドラマ
- サンセット77 77 Sunset Strip (1963)
- Breaking Point (1963)
- ザ・アルフレッド・ヒッチコック・アワー The Alfred Hitchcock Hour (1964)
- スラッタリー物語 Slattery's People (1965)
- ベン・ケーシー Ben Casey (1964 - 1965)
- ドクター・キルデア Dr. Kildare (1964 - 1965)
- 宇宙家族ロビンソン Lost in Space (1965)
- 原子力潜水艦シービュー号 Voyage to the Bottom of the Sea (1965)
- アイ・スパイ I Spy (1965)
- スター・トレック Star Trek (1966)
- 0022アンクルの女 The Girl from U.N.C.L.E. (1966)
- 逃亡者 The Fugitive (1967)
- Run for Your Life (1966 - 1967)
- 鬼警部アイアンサイド Ironside (1967)
- 弁護士ジャッド Judd for the Defense (1967, 1969)
- バージニアン The Virginian (1968, 1969)
- ガンスモーク Gunsmoke (1968, 1969)
- 黒人教師ディックス Room 222 (1969, 1970)
- ドクター・ウェルビー Marcus Welby, M.D. (1969, 1976)
- ネーム・オブ・ザ・ゲーム The Name of the Game (1970, 1971)
- ハワイ5-0 Hawaii Five-O (1971, 1972)
- ボナンザ Bonanza (1968 - 1972)
- ペリー・メイスン The New Perry Mason (1973)
- ボブ&キャロル&テッド&アリス Bob & Carol & Ted & Alice (1973)
- The Girl with Something Extra (1973)
- 刑事コロンボ Columbo (1973, 1989)
- 刑事コジャック Kojak (1974 - 1977)
- 大草原の小さな家 Little House on the Prairie (1974, 1975)
- 地上最強の美女バイオニック・ジェミー The Bionic Woman (1976)
- 刑事スタスキー&ハッチ Starsky and Hutch (1978, 1979)
- ミセス・コロンボ Mrs. Columbo (1979)
- Father Murphy (1981)
- 私立探偵マグナム Magnum, P.I. (1982, 1986)
- Dr．トラッパー/ サンフランシスコ病院物語 Trapper John, M.D. (1982, 1985)
- ブレット・マーベリック Bret Maverick (1982)
- 女刑事キャグニー&レイシー Cagney & Lacey (1982)
- 探偵ハード&マック Hardcastle and McCormick (1984)
- 私立探偵マイク・ハマー Mike Hammer (1984)
- マトロック Matlock (1986, 1995)
- 夜の大捜査線 In the Heat of the Night (1988, 1992)
- Dr.マーク・スローン Diagnosis Murder (1994, 1995)